# Newcastle (Maine)
Newcastle – miasto w Stanach Zjednoczonych, w stanie Maine, w hrabstwie Lincoln.